# Haas VF-16
De Haas VF-16 is een Formule 1-auto die gebruikt werd door het Haas F1 Team in het seizoen 2016. Het is de eerste Formule 1-auto die werd gebouwd door het nieuwe team.

## Onthulling
De VF-16 werd op 21 februari 2016 onthuld door middel van het plaatsen van foto's op het internet. Een dag later werd er ook een officiële presentatie gehouden op het Circuit de Barcelona-Catalunya. De naam is afgeleid vande eerste CNC-machine gemaakt door Haas Automation, de VF-1, gelanceerd in 1988. De V staat hierin voor verticaal. Teambaas Gene Haas heeft hieraan "F1" toegevoegd, waardoor de auto onofficieel de "Very First One" is van het team. De auto wordt bestuurd door de van het Lotus F1 Team overgekomen Romain Grosjean en Esteban Gutiérrez, de voormalige testrijder van Ferrari.

## Resultaten
| Resultaat                       |
| ------------------------------- |
| Winnaar                         |
| Tweede plaats                   |
| Derde plaats                    |
| Gefinisht (punten behaald)      |
| Gefinisht (geen punten behaald) |
| Niet geklasseerd (NC)           |
| Uitgevallen (DNF)               |
| Niet gekwalificeerd (DNQ)       |
| Gediskwalificeerd (DSQ)         |
| Niet gestart (DNS)              |
| Gewond (INJ)                    |
| Uitgesloten (EX)                |
| Teruggetrokken (WD)             |
| Niet deelgenomen (blanco cel)   |
| P Pole position                 |
| S Snelste ronde                 |

| Jaar | Chassis    | Motor       | Banden | Coureurs          | 1   | 2   | 3   | 4   | 5   | 6   | 7   | 8   | 9   | 10  | 11  | 12  | 13  | 14  | 15  | 16  | 17  | 18  | 19  | 20  | 21  | Punten | WK-plaats |
| ---- | ---------- | ----------- | ------ | ----------------- | --- | --- | --- | --- | --- | --- | --- | --- | --- | --- | --- | --- | --- | --- | --- | --- | --- | --- | --- | --- | --- | ------ | --------- |
| 2016 | Haas VF-16 | Ferrari 061 | P      |                   | AUS | BHR | CHN | RUS | SPA | MON | CAN | EUR | OOS | GBR | HON | DUI | BEL | ITA | SIN | MAL | JPN | VST | MEX | BRA | ABU | 29     | 8         |
| 2016 | Haas VF-16 | Ferrari 061 | P      | Romain Grosjean   | 6   | 5   | 19  | 8   | DNF | 13  | 14  | 13  | 7   | DNF | 14  | 13  | 13  | 11  | DNS | DNF | 11  | 10  | 20  | DNS | 11  | 29     | 8         |
| 2016 | Haas VF-16 | Ferrari 061 | P      | Esteban Gutiérrez | DNF | DNF | 14  | 17  | 11  | 11  | 13  | 16  | 11  | 16  | 13  | 11  | 12  | 13  | 11  | DNF | 20  | DNF | 19  | DNF | 12  | 29     | 8         |
| Jaar | Chassis    | Motor       | Banden | Coureurs          | 1   | 2   | 3   | 4   | 5   | 6   | 7   | 8   | 9   | 10  | 11  | 12  | 13  | 14  | 15  | 16  | 17  | 18  | 19  | 20  | 21  | Punten | WK-plaats |

Ferrari SF16-H ·
Force India VJM09 ·
Haas VF-16 ·
Manor MRT05 ·
McLaren MP4-31 ·
Mercedes F1 W07 Hybrid ·
Red Bull RB12 ·
Renault RS16 ·
Sauber C35 ·
Toro Rosso STR11 ·
Williams FW38